# Xeroderus
Xeroderus is een geslacht van Phasmatodea uit de familie Phasmatidae. De wetenschappelijke naam van dit geslacht is voor het eerst geldig gepubliceerd in 1835 door Gray.

## Soorten
Het geslacht Xeroderus omvat de volgende soorten:
- Xeroderus brevipennis Redtenbacher, 1908
- Xeroderus kirbii Gray, 1835